# Столова ложка

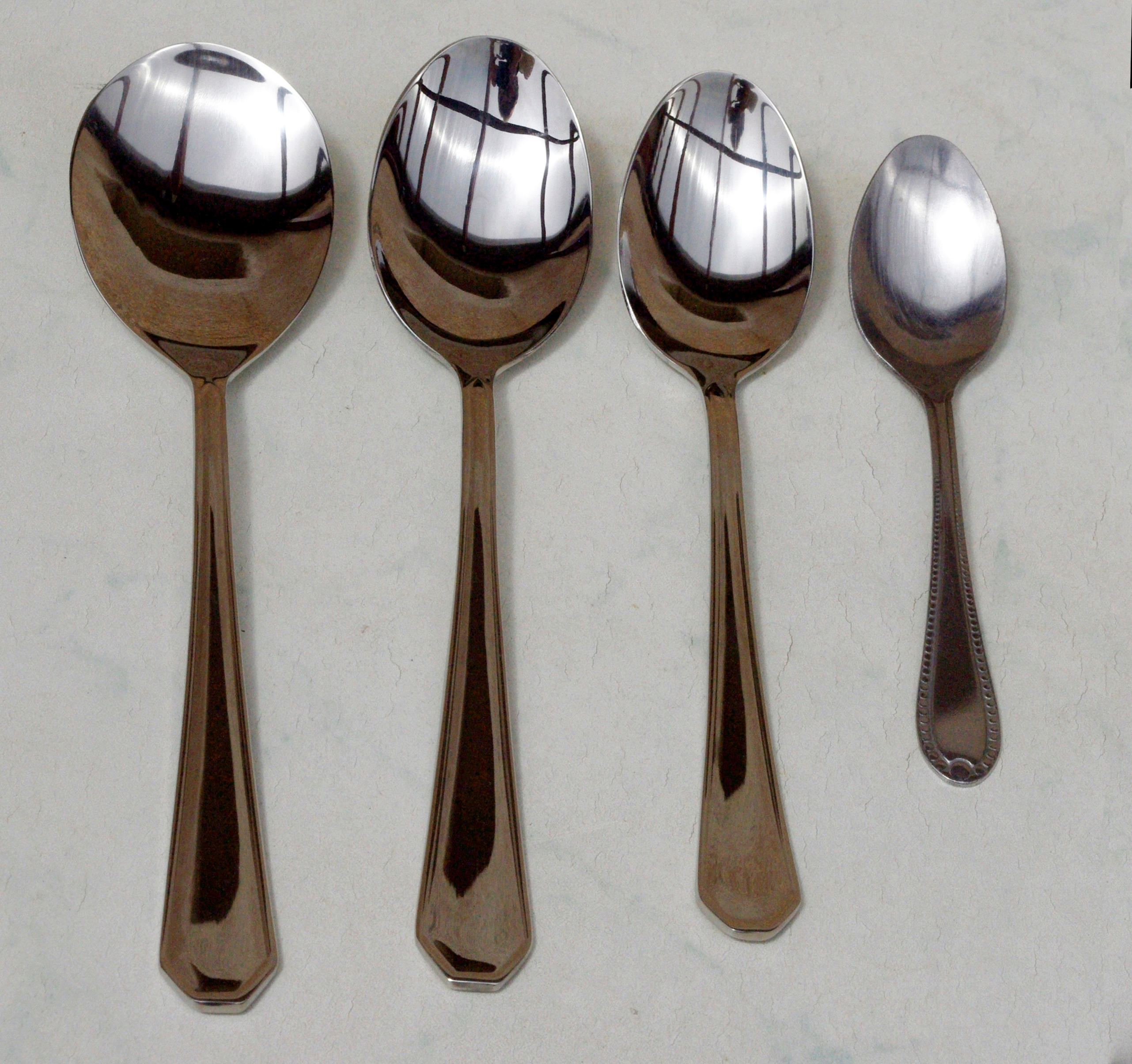
зліва на право: сервірувальна ложка, столова ложка, десертна ложка, чайна ложка

Столова ложка — столове приладдя у вигляді ложки, в яку може поміститися до 20 мілілітрів рідини.
Вона зазвичай використовується як столовий прибор при вживанні перших і других страв: супів, каш і соусів.
У медицині та кулінарії, столова ложка використовується як міра ваги або об'єму.
У різних країнах узвичаєно різний об'єм столової ложки:
- В Європі стандартний об'єм — 18 мл
- У США традиційно об'єм столової ложки визначається як ½ американської рідкої унції, що становить приблизно 14,787 мл[1]
- В Канаді, Новій Зеландії, Сполученому Королівстві та для маркування харчових продуктів у США 1 столова ложка визначається як 15 мл[2].
- В Австралії — 20 мл.